# Thalassonympha mysteriodes
Thalassonympha mysteriodes är en fjärilsart som beskrevs av Edward Meyrick 1931. Thalassonympha mysteriodes ingår i släktet Thalassonympha och familjen bronsmalar. Inga underarter finns listade i Catalogue of Life.